# Chenogne
Chenogne ist ein belgischer Ort in der Gemeinde Vaux-sur-Sûre in der Provinz Luxemburg.

## Lage
Chenogne, das 142 Einwohner im Jahre 2016 zählt, befindet sich am nördlichen Ende des Gemeindegebiets von Vaux-sur-Sûre. Das Dorf liegt etwa 8 km westlich vom Stadtzentrum von Bastogne, einer Kleinstadt an der Grenze zu Luxemburg, und etwa 6 km vom Straßenkreuz der Autobahn 26 (Belgien) (Europastraße 25) und der Nationalstraße N4. Südwestlich grenzt an Chenogne der kleine Weiler Mande-Sainte-Marie mit 74 Einwohnern im Jahre 2016.
Die Häuser von Chenogne liegen in einem kleinen Tal auf einer Meereshöhe von 480 bis 500 m.

## Geschichte
Chenogne gehörte im 17. und 18. Jahrhundert zur Pfarrei Mande-Sainte-Marie im Gemeindebezirk des heute wüsten Ortes Loupville unter den Herren von Sibret. In der Zeit Napoleons war Chenogne Kantonssitz im Département des Forêts. 1877 war Chenogne Sitz einer eigenen Pfarrei. Von 1823 bis zur belgischen Gemeindereform 1977 war Chenogne Teil der Gemeinde Sibret und kam dann mit dieser zur Gemeinde Vaux-sur-Sûre.
Im Zweiten Weltkrieg wurde Chenogne wie das übrige Belgien im Mai 1940 von der Wehrmacht besetzt. Im September 1944 wurde es von US-Truppen eingenommen, doch wurde es im Zuge der Ardennenoffensive und der Belagerung von Bastogne im Dezember 1944 erneut von Einheiten der Wehrmacht besetzt. In verlustreichen Kämpfen eroberten US-Truppen der 11. US-Panzerdivision den Ort am 1. Januar 1945 zurück. Dabei kam es zum Massaker von Chenogne, bei dem mehrere Dutzend Kriegsgefangene aus der Wehrmacht von US-Soldaten erschossen wurden. Bei den Kämpfen starben 23 Bewohner des Ortes. Von den 32 Gebäuden des Dorfes blieb nur eines stehen; auch die Kirche wurde zerstört. Zudem wurden 300 Stück Rindvieh getötet.
Das Dorf wurde nach dem Zweiten Weltkrieg wieder aufgebaut. Der Neubau der Kirche aus Sandstein und mit Schieferdach wurde 1948 geweiht.